# Яйла
Яйла (на румънски: General Praporgescu) е село в окръг Тулча, Северна Добруджа, Румъния.

## История
До 1940 година в Яйла има българско население, което се изселва в България по силата на подписаната през септември същата година Крайовската спогодба.

## Личности
Починали в Яйла
- Васил Маринов Сапунджиев, български военен деец, поручик, загинал през Първата световна война[1]